# هاتون لو هول
هاتون لو هول (به انگلیسی: Hutton-le-Hole) یک روستا و محله مدنی در بریتانیا است که در رآیدل واقع شده‌است. هاتون لو هول ۱۵۱ نفر جمعیت دارد.